# Eduardo da Cunha Serrão
Eduardo José de Miranda da Cunha Serrão (Lisboa, 25 de Dezembro de 1906 —  Lisboa, 14 de Abril de 1991) foi um arqueólogo português que se destacou no estudo arqueológico do sul de Portugal, em especial da Pré-História recente da região da Estremadura.

## Biografia
Eduardo da Cunha Serrão nasceu a 25 de Dezembro de 1906 em Lisboa. Frequentou o Colégio da Bafureira e, em 1928, ingressou no Instituto Superior de Comércio da Universidade Técnica de Lisboa (actual ISEG), onde se formou em Ciências Económicas e Financeiras, com uma média final de 15 valores. O seu pai, Eduardo José da Cunha Serrão, e o seu tio e padrasto, Humberto Júlio da Cunha Serrão, eram ambos engenheiros com funções de relevo na então Administração Geral dos Correios e Telégrafos (actuais CTT). Embora tenha enveredado por uma área de estudos diferente, Eduardo da Cunha Serrão acabou por também trabalhar toda a vida nos CTT, como economista.
Apesar da formação académica e actividade profissional na área económico-financeira, eram temas como a História, a Etnologia, a Literatura, a Música, as Ciências Naturais ou a Arte (na juventude dedicava o tempo livre ao desenho e à pintura) que verdadeiramente o apaixonavam. Cunha Serrão crescera num ambiente familiar que permitiu o futuro interesse por esses domínios. O seu tio-avô Aníbal Fernandes Tomás (1849–1911), bibliógrafo e bibliófilo, fora membro destacado da Associação dos Arqueólogos Portugueses.
Os verões da sua juventude eram passados em Parede, na linha de Cascais. Aí estabeleceu amizades que cultivou ao longo de toda a vida. Um desses amigos foi Eduardo Prescott Vicente, com quem aprofundou o interesse pela Arqueologia, sobretudo a partir de 1933. Foi também nesses períodos de veraneio que conheceu a sua futura mulher, Ana Augusta de Campos Saldanha (1905–1998), com quem viria a casar em 1931. A 16 de Setembro de 1953 identificou, juntamente com Eduardo Prescott Vicente, o Povoado Pré-Histórico de Parede, descobrindo diversos artefactos dos períodos Neolítico Final e Calcolítico. Nessas escavações tomou também parte activa o seu sobrinho Luiz Saldanha, então jovem estudante, que mais tarde se viria a tornar Professor Catedrático da Faculdade de Ciências de Lisboa.
Em meados da década de 1940 começou a passar os verões na Venda Nova, em Sesimbra. Daí em diante, Cunha Serrão dedica boa parte do seu tempo ao estudo arqueológico deste concelho. Promoveu as escavações da Lapa do Fumo, uma gruta que constitui uma das mais importantes estações arqueológicas portuguesas.. Em Maio de 1960, Cunha Serrão ajuda a fundar o Museu Arqueológico Municipal de Sesimbra, sendo o seu primeiro director.
Destacou-se por introduzir em Portugal, pela primeira vez, métodos da avançada Arqueologia britânica, como a técnica da quadriculagem do terreno (Wheeler–Kenyon method), que aprendera de visita a Inglaterra, no verão de 1952. Arqueólogos ingleses como Mortimer Wheeler e Gordon Childe eram as suas principais referências. Aplicou estas técnicas no desenvolvimento dos seus trabalhos, nomeadamente no Povoado Pré-Histórico de Parede e de Olelas (Sintra), na Necrópole da Azóia e na Gruta da Lapa do Fumo (ambas em Sesimbra).
Ainda que não tenha sido professor universitário, Cunha Serrão marcou toda uma geração de jovens estudantes de Arqueologia, em especial da Faculdade de Letras da Universidade de Lisboa. Nos anos 60 e 70, transformou a sua casa em Campo de Ourique numa "academia oficiosa", onde promovia animadas reuniões e debates epistemológicos com grupos de estudantes interessados em Pré-História. Aí punha-os a par das novidades bibliográficas e com eles organizava prospecções ou levantamentos. Foi dessa estreita colaboração que resultou o grande projecto de salvamento da Arte Rupestre do Vale do Tejo. Cunha Serrão encabeçou os trabalhos de registo e estudo desse sítio arqueológico, incentivando a participação dos jovens que orientava. Entre esses jovens estavam Vítor Oliveira Jorge, Susana Oliveira Jorge ou María Ángeles Querol.

Eduardo da Cunha Serrão no Vale do Tejo, em finais dos anos 70

Eduardo da Cunha Serrão desempenhou diversos cargos de liderança institucional. Entre 1987 e 1990 foi Presidente da Associação dos Arqueólogos Portugueses e, por inerência, responsável pelo Museu Arqueológico do Carmo. Entre 1974 e 1987 presidiu à Secção de Pré-História da mesma associação. Em 1955 foi membro fundador da Secção de Arqueologia da Sociedade de Geografia de Lisboa, que mais tarde viria a presidir em 1969 e 1970. Foi ainda delegado da Subsecção de Arqueologia da Junta Nacional da Educação entre 1975 e 1977, ano da sua extinção.

### Homenagens
Em 1991, ano do seu desaparecimento, a Câmara Municipal de Sesimbra homenageou Eduardo da Cunha Serrão atribuindo o seu nome a uma rua, reconhecendo o seu contributo inestimável para a investigação arqueológica da vila.
A Associação dos Arqueólogos Portugueses (AAP) atribui anualmente, desde 2015, o Prémio Eduardo da Cunha Serrão, homenageando a memória desta personalidade e promovendo a investigação arqueológica em Portugal entre as gerações mais jovens. O concurso divide-se em duas categorias, uma para dissertações de Mestrado e outra para dissertações de Doutoramento. As dissertações terão que incidir sobre Arqueologia em Portugal e ter sido apresentadas a instituições de ensino superior, poruguesas ou estrangeiras, no ano anterior a cada edição do concurso.